# Massacres de la péninsule de Yalova

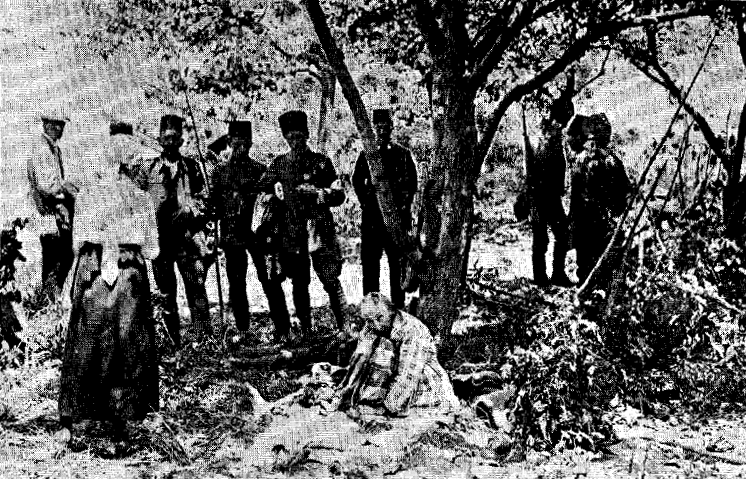
1921

Les Massacres de la péninsule de Yalova sont perpétrés par l'armée grecque, avec la participation des locaux grecs et arméniens, contre la population musulmane, de mars à mai 1921, pendant la guerre gréco-turque (1919-1922). Ils ont eu lieu dans la péninsule de Yalova, dans l'environnement des villes de Yalova, Gemlik et Orhangazi. La zone a été occupée par la Grèce en 1921.
Des milliers de personnes sont mortes. Des milliers d'autres sont devenues des réfugiés. La ville de Orhangazi a été en partie brûlée. 27 villages ont été brûlés. Plusieurs milliers de réfugiés ont été transportés à Istanbul,. Ces massacres ont été étudiés par une commission de l'Ouest. Arnold Joseph Toynbee , le célèbre historien était un témoin. Il y a un monument en Kocadere qui commémore les victimes.